# كوينيا
الكوينيا هي إحدى اللغات التي تم إنشاؤها بواسطة الروائي وعالم اللغة جون رونالد تولكين كجزء من تطوير حكايات الأرض الوسطى. يعود تاريخ إنشائها إلى عام 1915 على أبعد تقدير. تطورت مفردات هذه اللغة وقواعدها تدريجياً خلال حياة مؤلفها، حتى وصلت إلى الاستقرار النسبي بعد نشر روايته سيد الخواتم في 1954 - 1955. اعتمد تولكين أساسًا على الفنلندية لتطوير اللغة، وكذلك على اللاتينية واليونانية.
في عالمه الخيالي، كوينيا هي لغة فاينر ونيولدر وآلف الذين استقروا في فالينور، في قارة أمان (الأرض الوسطى). ترسخت اللغة في الأرض الوسطى عندما نفي نيولدر إلى هناك؛ سرعان ما توقف استخدامها هناك كلغة مشتركة، لكنها ظلت على قيد الحياة كلغة للثقافة والاحتفال بين الجان وكذلك بين شعب الرجال والدندين.
تصور تولكين الكوينيا على أنها مشتقة من لغة أصلية مشتركة بين جميع لغات الآلف التي تخيلها. إنها لغة ذات مورفولوجيا معقدة، والتي تقدم سمات تصريفية واشتقاقية؛ تعتمد إلى حد كبير على استخدام الزوائد، ولكنها تستخدم أيضًا أحرف العلة المتناوبة . يتم تزويد الكوينيا بصرف غني وتصريف شبيه بالتصنيع. هناك اختلاف وتطور في عدد الحالات النحوية والاقتران على مر السنين أثناء تطوير اللغة من قبل مؤلفها. المفردات هي أساسًا ارتجالية، أي تم إنشاؤها بشكل مستقل عن اللغات الطبيعية، ولكنها من ناحية أخرى مرتبطة بمفردات لغات الآف الأخرى التي تخيلها تولكين.
تكتب الكوينيا بواسطة أنظمة كتابة مختلفة مثل سراتي أو تنغوار.

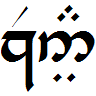
كلمة كوينيا بكتابة تنغوار.